# Sonar quét sườn

Lược đồ đo Side scan sonar. Bên dưới là băng ghi hiện ra các đối tượng có trong môi trường ở vị trí tương đối tương ứng

Sonar quét sườn (Side Scan Sonar), còn gọi là Sonar ảnh sườn (Side imaging sonar), là Sonar phân loại đáy (Bottom classification sonar), là Đo quét sườn. Đó là loại Sonar sử dụng ít nhất hai kênh phát thu siêu âm đặt bên sườn. Kết quả phản xạ siêu âm sườn được hiện trên màn hình, có thể được ghi lên giấy ghi nhiệt, cho ra hai hình ảnh hồi âm sườn của hành trình đo.
Sonar quét sườn được sử dụng trong quân sự như tìm tàu ngầm, dò mìn,..., trong khoa học như sinh học, địa chất, khảo cổ học dưới nước, và cả trong nhu cầu tư nhân. Các tổ chức cứu hộ sử dụng hệ thống sonar có độ phân giải cao để phát hiện người chết đuối.

## Nguyên lý hoạt động
Sonar quét sườn khác với sonar định hướng, là có hai đầu phát hướng về hai phía của tàu chạy, đồng thời phát ra xung, gọi là pings, nhắm vào rẻ quạt vuông ở hai bên. Tín hiệu phản xạ sẽ có rất nhiều, và được định phía chứ không được định hướng chắc chắn. Khoảng cách đến đối tượng được tính bằng thời gian phản xạ sóng nhân với tốc độ âm thanh trong nước, vào cỡ 1450 m/s.
Theo lý thuyết đàn hồi, khi tia sóng âm thanh gặp ranh giới phản xạ, là ranh giới giữa hai lớp có trở sóng ρ = σV khác nhau, trong đó σ - mật độ, V - tốc độ truyền sóng. Tuy nhiên công suất phát nhỏ, nên chỉ thu được sóng phản xạ duy nhất theo hướng tia, và điều này dẫn đến ranh giới bắt gặp là ranh giới của khối có mật độ khác với mật độ nước.
Vì thế, hình ảnh hồi âm sườn cho phép phát hiện và phân loại các đối tượng có trong nước hay đáy nước, như các vật thể, các vùng có vật liệu đáy khác nhau, như cát, sỏi, hố rỗng, tàu thuyền, cầu chìm, bom mìn,... Để định vị được vật thể quan tâm sau khi phát hiện, phải bố trí các hành trình bổ sung, và theo tọa độ các hành trình để định ra vị trí vật thể.

## Độ phân giải
Độ phân giải hình ảnh phụ thuộc vào tần số và công suất phát sóng siêu âm. Tần số sử dụng thường từ 40 KHz đến 1 MHz. Tần số cao cho ra độ phân giải vài cm nhưng chỉ quét đến tầm vài mét. Tần số thấp cho ra độ phân giải cỡ 60 m nhưng lại quét được đến 60 km.
Các bộ máy có tính năng mạnh, thì dùng đa tia và đa tần, cho ra các mức chi tiết khác nhau.

## Các dạng đầu đo
Hệ thống đầu đo đặt ở đáy tàu, dùng cho phát hiện vật thể.
Đầu đo dạng con cá (Towfish) được dùng cho kéo theo tàu ở gần sát đáy, có cánh định hướng để nó nằm ngang khi tàu chạy. Nó được dùng trong nghiên cứu địa chất biển, hoặc các chuyến dò tìm đối tượng chìm trong biển như tàu, máy bay. Nó cho phép quét chi tiết bề mặt đáy nước, có thể phân biệt tốt vật liệu ở đáy như bùn, cát hay đá và các vật thể cứng.